# Alternanthera martii
Alternanthera martii là loài thực vật có hoa thuộc họ Dền. Loài này được (Moq.) R.E.Fr. mô tả khoa học đầu tiên năm 1920.